# Rebecca (2020)
Rebecca is een Britse psychologische thriller uit 2020 onder regie van Ben Wheatley. De film is gebaseerd op de gelijknamige roman uit 1938 van Daphne du Maurier. De film werd beperkt vertoond op 16 oktober 2020 en werd op 21 oktober internationaal gereleased op Netflix. Het is de tweede verfilming van het boek, eerder maakte Alfred Hitchcock ook al een film in 1940. 

## Verhaal
Een jonge vrouw werkt als gezelschapsdame van mevrouw Van Hopper. Tijdens een reis naar Monte Carlo ontmoet ze de aristocratische weduwnaar Maxim de Winter. Ze worden verliefd op elkaar en als mevrouw Van Hopper wil verder reizen vraagt hij haar meteen ten huwelijk zodat ze kunnen samen blijven. Ze trekken in zijn landhuis Manderley in Cornwall en de vrouw wordt bekend als 'de tweede mevrouw De Winter'. Van een hartelijke ontvangst is nauwelijks sprake: niemand van het personeel toont enthousiasme over de komst van de nieuwe vrouw en vooral de kille huishoudster Danvers maakt haar het verblijf niet makkelijk. Iedereen blijft trouw aan Maxims eerste vrouw, Rebecca, die onder mysterieuze omstandigheden is overleden. Er wordt haar verteld dat ze door de verdrinkingsdood om het leven kwam, maar meer wil niemand kwijt over haar dood.
Aanvankelijk is ze nog blind van liefde. Haar echtgenoot reageert af en toe zeer agressief als zijn eerste vrouw wordt besproken, maar de tweede vrouw kan hem dit vergeven. Door toedoen van Danvers en Jack, Rebecca's "neef" die stiekem langskomt als Maxim in Londen is voor zaken, wordt ze steeds onzekerder. Rebecca blijkt nog een grote rol in ieders leven te spelen en Danvers maakt haar verblijf steeds minder aangenaam. Er wordt een groot gemaskerd bal gegeven in het landhuis en de nieuwe mevrouw De Winter besluit, op aangeven van Danvers zich te verkleden als iemand op een schilderij dat in de hal hangt. Ze weet echter niet dat Rebecca ooit hetzelfde gedaan had en Maxim is razend als hij dit ziet. 
Dan duikt uit de zee plots het lijk van Rebecca op, wat vreemd is aangezien Maxim een jaar eerder al een ander opgevist lijk geïdentificeerd had als Rebecca. Hij biecht aan zijn vrouw op dat hij ongelukkig getrouwd was met Rebecca en dat ze eigenlijk een verwende en egoïstische vrouw was die er zelfs minnaars op nahield. Toen ze hem vertelde zwanger te zijn van een andere man, ging hij door het lint en heeft hij haar in een opwelling vermoord.
Maxim vertelt zijn tweede vrouw dat hij bang was aansprakelijk gesteld te worden voor Rebecca's dood en dat hij daarom haar lichaam naar een boot had gebracht om deze vervolgens te laten zinken. De tweede mevrouw De Winter verzekert hem dat het een ongeluk was en vertelt nog steeds veel van hem te houden. De politie verdenkt Maxim nu van de moord op Rebecca, gespekt door de insinuaties van Jack Favell die een brief van haar had waaruit niet bleek dat ze zelfmoord zou plegen. 
De tweede mevrouw De Winter kan niet geloven dat ze Maxim wellicht zal verliezen. Tijdens het politieonderzoek blijkt echter dat Rebecca stiekem een dokter bezocht en kanker had. Ze wist dat ze niet lang meer te leven had en wilde een einde aan haar leven maken. Ze loog tegen haar man door te zeggen dat ze zwanger was, zodat hij zijn zelfbeheersing verloor en haar zou vermoorden. Maxim wordt vervolgens vrijgesproken. Als ze terugkeren naar Manderley staat dit in lichterlaaie nadat Danvers dit in brand gestoken heeft. Danvers pleegt zelfmoord door van een klif in de zee te springen. Jaren later ontwaakt mevrouw De Winter uit een droom, als ze met haar man in Caïro is, waar ze op zoek zijn naar hun droomhuis. Ze zegt dat ze uit de ruïne van Manderley het enige had gered dat het redden waard was: liefde.

## Rolbezetting
| Acteur               | Personage                   |
| -------------------- | --------------------------- |
| Lily James           | De tweede mevrouw De Winter |
| Armie Hammer         | Maxim de Winter             |
| Kristin Scott Thomas | Mevrouw Danvers             |
| Keeley Hawes         | Beatrice Lacy               |
| Ann Dowd             | Mevrouw Van Hopper          |
| Sam Riley            | Jack Favell                 |
| Tom Goodman-Hill     | Frank Crawley               |
| Mark Lewis Jones     | Inspecteur Welch            |
| John Hollingworth    | Major Giles Lacy            |
| Bill Paterson        | Dokter Baker                |
| Ben Crompton         | Ben                         |
| Jane Lapotaire       | Granny                      |
| Ashleigh Reynolds    | Robert                      |